# Безгодов, Алексей Михайлович
Алексей Михайлович Безгодов (род. 30 июня 1969) — российский шахматист, гроссмейстер (1999). Чемпион России 1993 года.

## Биография
Родился 30 июня 1969 года в посёлке Ветерок Ирбитского района Свердловской области, детство прошло в Курганской области. В шахматы его научил играть отец Михаил Ефимович.
По окончании школы попадал в Челябинск и начал играть за команду «Полёт», в составе которой стал чемпионом России и призёром Еврокубка. В 1993 году после дополнительного матча с Эльдаром Мухаметовым победил в чемпионате России, который проходил в Тюмени. В 1990-е годы много и успешно играл в опен-турнирах (победа в Минск-опене, открытом чемпионате Словакии, турнирах в Венгрии и Украине).
Автор книг о ходе 2.а3 в сицилианской защите («вариант Безгодова»), «Экстремальный Каро-Канн» (о ходе 3.f3), «Дебют свободного слона», посвященный редкой линии 1.d4 d5 2.c4 Cf5!?, и «Двойной ферзевый гамбит» (1.d4 d5 2.c4 c5!?). Книги выходили на русском и английском языках.
Супруга — Светлана Эммануиловна, педагог и шахматный тренер, международный мастер по классическим шахматам, мастер спорта России, гроссмейстер по русским шахматам, чемпионка СССР и России; дочери Мария и Татьяна, также шахматистки.

## Спортивные результаты
| Год  | Город  | Турнир                | + | − | = | Результат | Место |
| ---- | ------ | --------------------- | - | - | - | --------- | ----- |
| 1993 | Тюмень | 46-й чемпионат России |   |   |   | 6½ из 9   | 1     |
| 1994 | Элиста | 47-й чемпионат России | 2 | 3 | 6 | 5 из 11   | 32—45 |
| 1999 | Москва | 52-й чемпионат России | 8 | 4 | 7 | 11½ из 19 | 2     |
| 2000 | Самара | 53-й чемпионат России | 2 | 3 | 6 | 5 из 11   | 37—44 |
| 2001 | Элиста | 54-й чемпионат России | 2 | 0 | 7 | 5½ из 9   | 4—20  |
|      |        |                       |   |   |   |           |       |

В июне 2013 года участвовал в чемпионате мира по быстрым шахматам и блицу в Ханты-Мансийске.

## Изменения рейтинга
| Графики недоступны из-за технических проблем. См. информацию на Фабрикаторе и на mediawiki.org. |